# 벤쿠버의 아침
벤쿠버의 아침(バンク―バ―の朝日, The Vancouver Asahi)은 캐나다에서 제작된 이시이 유야 감독의 2014년 드라마 영화이다. 츠마부키 사토시 등이 주연으로 출연하였다.

## 출연

### 주연
- 츠마부키 사토시
- 카메나시 카즈야

### 조연
- 카츠지 료
- 카미지 유스케
- 이케마츠 소스케
- 타카하타 미츠키
- 미야자키 아오이
- 칸지야 시호리
- 유스케 산타마리아

## 같이 보기
- 일본계 캐나다인